# Châlette-sur-Loing
Châlette-sur-Loing ist eine französische Gemeinde mit 12.958 Einwohnern (Stand: 1. Januar 2022) im Département Loiret in der Region Centre-Val de Loire. Sie liegt im Arrondissement Montargis und gehört zum Gemeindeverband Agglomération Montargoise et Rives du Loing. Die Bewohner werden Chalettois und Chalettoises genannt.
Die Gemeinde erhielt 2022 die Auszeichnung „Drei Blumen“, die vom Conseil national des villes et villages fleuris (CNVVF) im Rahmen des jährlichen Wettbewerbs der blumengeschmückten Städte und Dörfer verliehen wird.

## Geografie
Umgeben wird die Gemeinde von Cepoy im Norden, Paucourt im Osten, Amilly im Südosten, Montargis im Süden, Villemandeur im Südwesten, Pannes im Westen und Corquilleroy im Nordwesten. Neben dem Fluss Loing und seinem Nebenfluss Solin führen die Schifffahrtskanäle Canal du Loing, Canal de Briare und Canal d’Orléans durch das Gemeindegebiet.

## Geschichte
Im 9. Jahrhundert taucht der Name Caderaita auf. 1065 wird der Ort mit seiner Kirche an die Abtei von Saint-Benoit geschenkt. Von 1285 bis 1530 herrscht die Familie Machaut über den Ort.

## Bevölkerungsentwicklung
| 1962 | 1968   | 1975   | 1982   | 1990   | 1999   | 2006   | 2018   |
| ---- | ------ | ------ | ------ | ------ | ------ | ------ | ------ |
| 9531 | 12.745 | 13.820 | 14.961 | 14.591 | 13.969 | 13.026 | 12.790 |

## Sehenswürdigkeiten
- Kirche Sainte-Thérèse-de-l’Enfant-Jésus im Ortsteil Vésines

## Wirtschaft
Eine Niederlassung des Kautschuk-Unternehmens Hutchinson gibt zahlreichen Personen Arbeit.

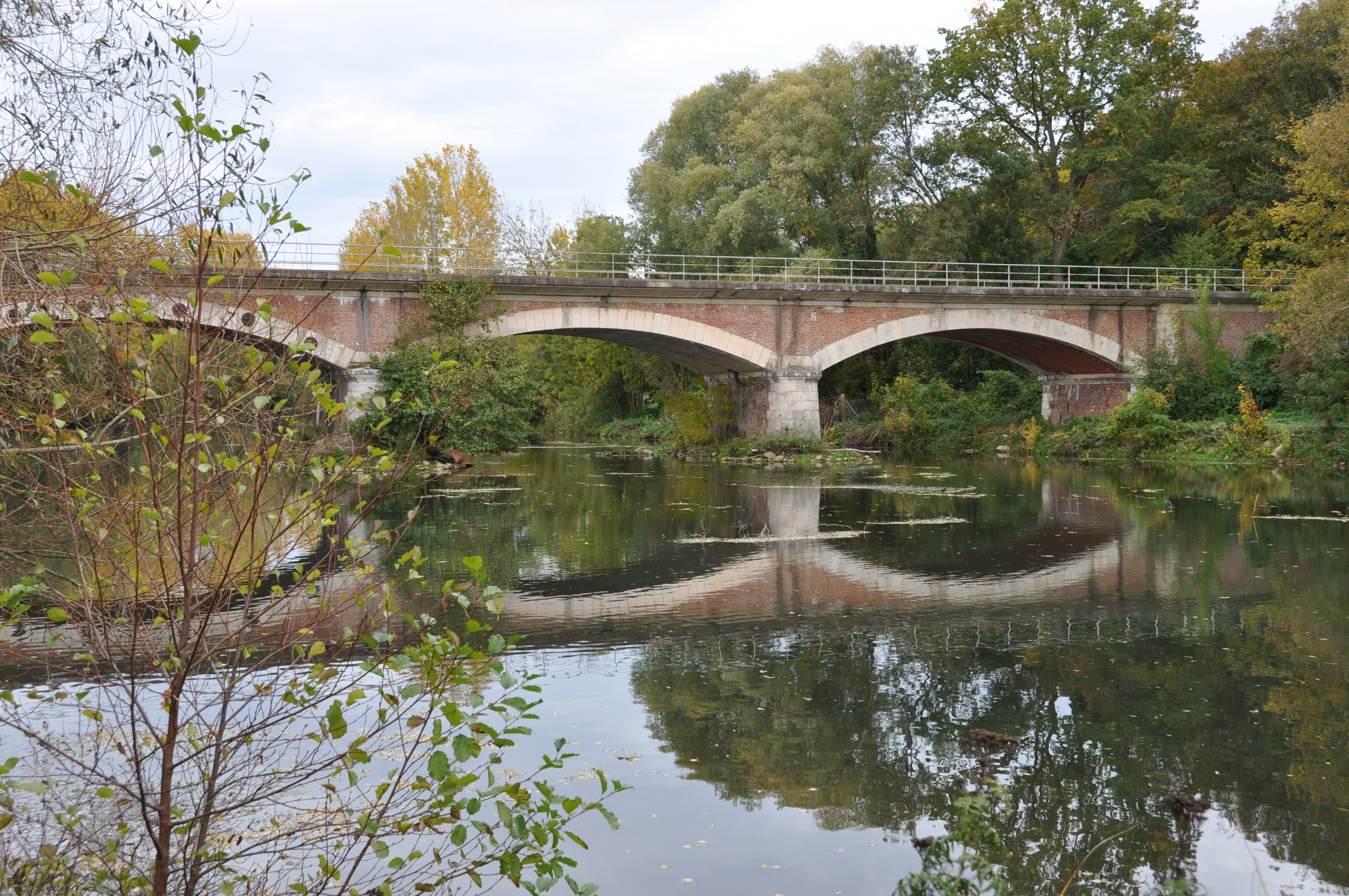
Brücke über den Loing

## Gemeindepartnerschaften
- Ponte de Lima, Portugal
- Kiew, Ukraine
- San Antonio de los Baños, Kuba
- Nilüfer, Türkei

## Persönlichkeiten

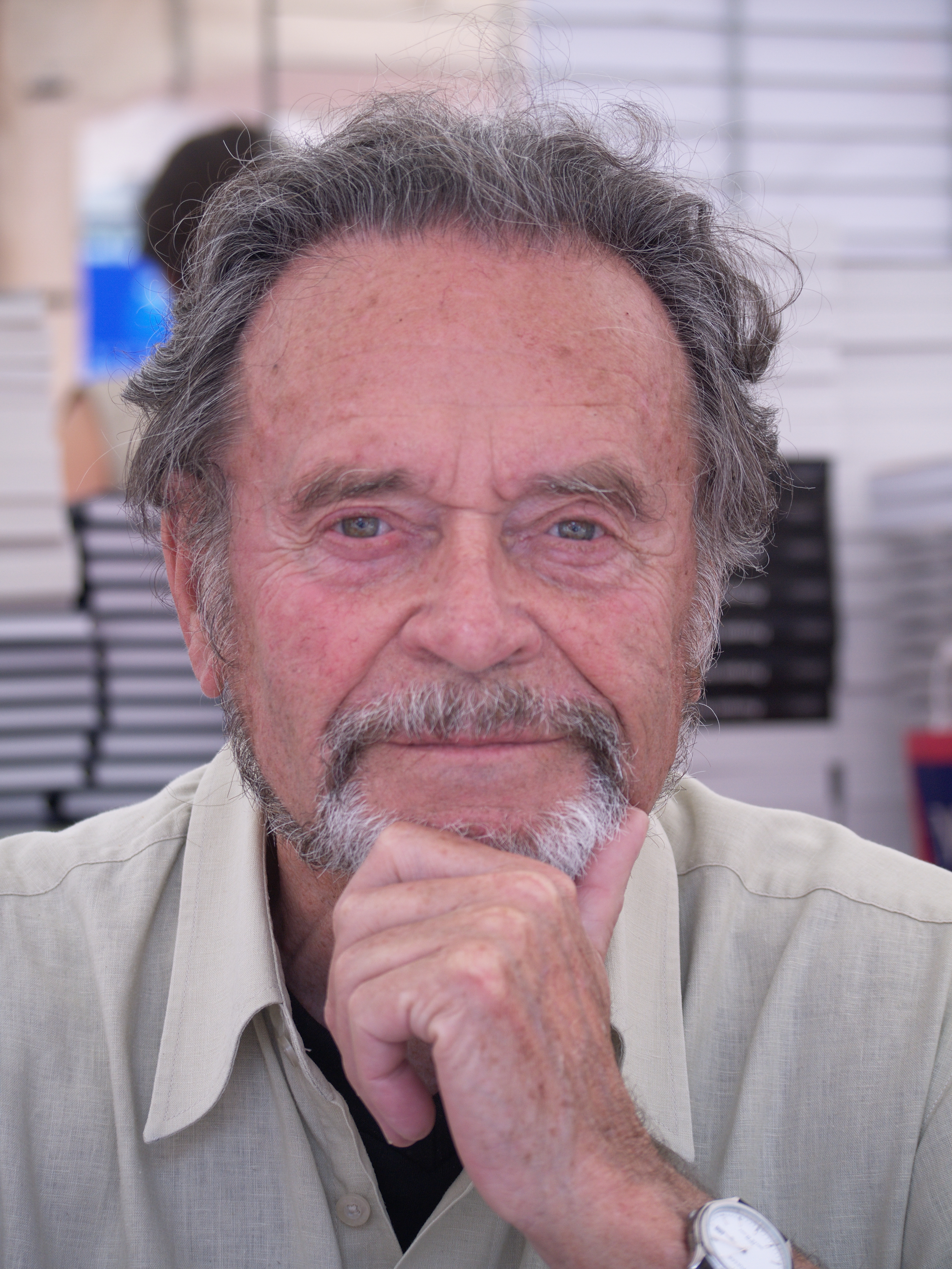
Jean Joubert 2010

- Pierre-Jacques de Potier (1780–1840), französischer General in den Koalitionskriegen, gestorben im Ortsteil Le Lancy
- Marcel Pérès (1898–1974), französischer Schauspieler, gestorben in Châlette-sur-Loing
- Deng Xiaoping (1904–1997), chinesischer Politiker und Parteiführer, kam als Arbeiterstudent 1920 nach Frankreich und arbeitete 1922–1923 bei Hutchinson in der Gummischuhfabrik
- Jean Joubert (1928–2015), französischer Schriftsteller, in Châlette-sur-Loing geboren